# John Jackson (peintre)
Pour les articles homonymes, voir John Jackson (homonymie) et Jackson.
John Jackson,  né à Lastingham (Yorkshire du Nord, Angleterre) le 31 mai 1778 et mort le 1er juin 1831 à St. John's Wood (Londres) est un peintre britannique spécialisé dans les portraits.

## Biographie
John Jackson naît le 31 mai 1778 à Lastingham dans le Yorkshire et débute comme apprenti tailleur auprès de son père, opposé à la carrière artistique de son fils.
Il bénéficie de l'appui d'Henry Phipps qui le recommande au comte de Carlisle, ainsi qu'à George Beaumont, 7e baronnet, qui lui offre le logis dans sa propre maison ainsi qu'une rente annuelle de 50 livres.
Jackson est dès lors admis à la Royal Academy, où il se lie d'amitié avec David Wilkie et Benjamin Haydon. Au château Howard, résidence du comte de Carlisle, il découvre et étudie un grand nombre de toiles. Ses aquarelles sont alors jugées d'une qualité hors du commun.
En 1807, sa réputation de portraitiste est établie et il se tourne alors vers la peinture à l'huile, communiquant régulièrement ses travaux à Somerset House, siège de la Royal Academy.
Après un voyage qui l'amène aux Pays-Bas et en Flandre en compagnie d'Edmund Phipps, il accompagne, en 1819, Sir Francis Chantrey dans un voyage en Suisse et en Italie (Rome, Florence et Venise). Il est admis à l'Accademia di San Luca à Rome, après avoir achevé un portrait d'Antonio Canova, applaudi par la critique.
Jackson a été un portraitiste très prolifique, sa production reflétant l'influence de Thomas Lawrence et d'Henry Raeburn. La liste de ses modèles inclut le duc de Wellington, l'explorateur John Franklin et quelques ministres.
Son portrait de Lady Dover, épouse de George Agar-Ellis reçoit les acclamations du public, celui de John Flaxman est interprété en gravure par Jacques Étienne Pannier.
Il est admis à la Royal Academy en tant qu'étudiant à compter du 9 mars 1805 et il en est élu associé le 6 novembre 1815, puis membre à part entière le 10 février 1817.
Au cours de l'été 1819, Jackson visita l'Italie  ; il y peint le portrait de Casanova. Il est élu membre de l'Académie de Saint-Luc à Rome.
John Jackson a été marié à deux reprises, la première fois avec la fille d’un joaillier, la seconde avec Matilda, fille du peintre James Ward et nièce de George Morland. Il meurt à St. John's Wood, quartier de Londres, le 1er juin 1831.

Son fils, Mulgrave Phipps Jackson, naît le 5 août 1830 et meurt le 4 octobre 1913 ; peintre lui-même, il expose à la Royal Academy durant 12 ans.

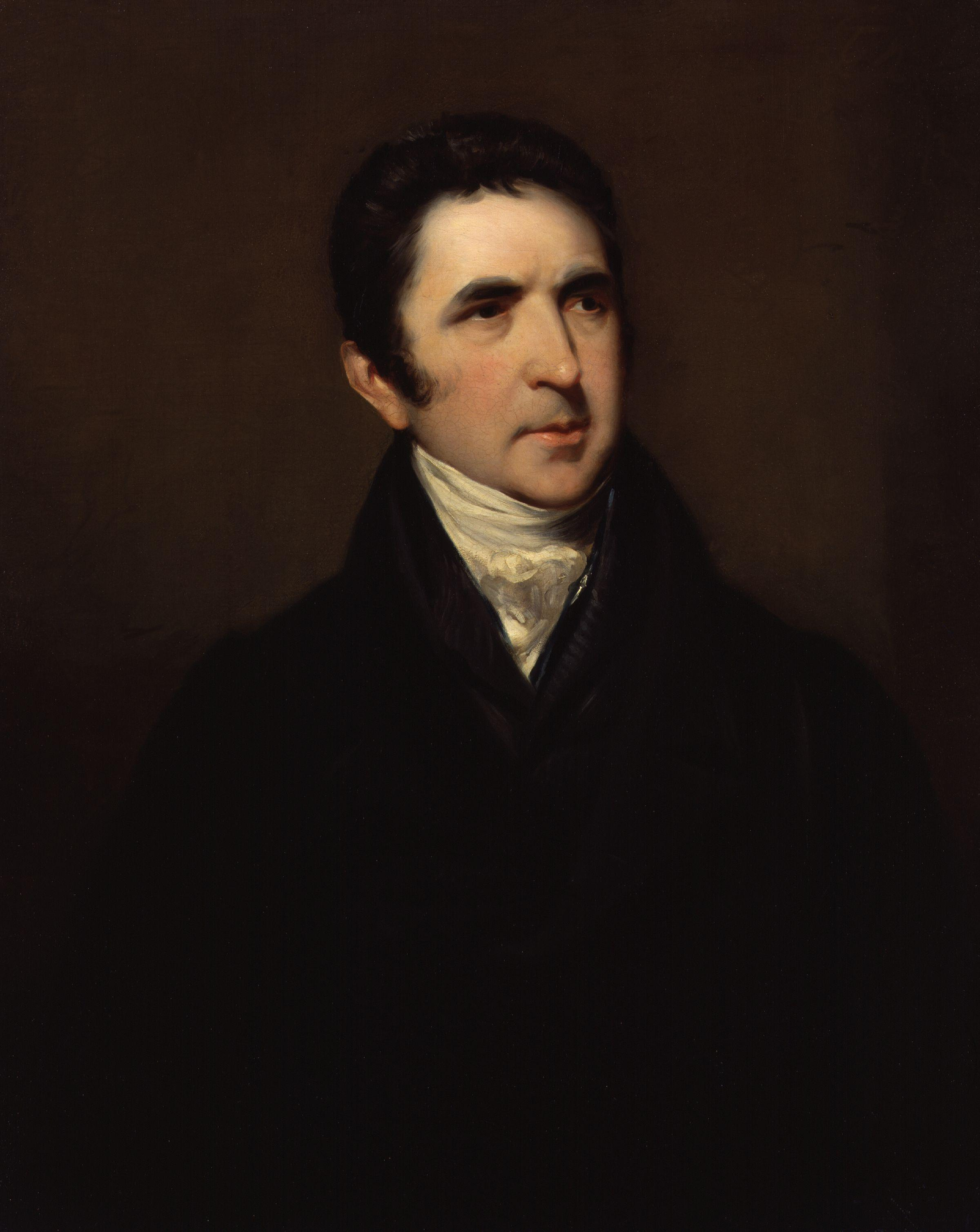
Sir John Barrow
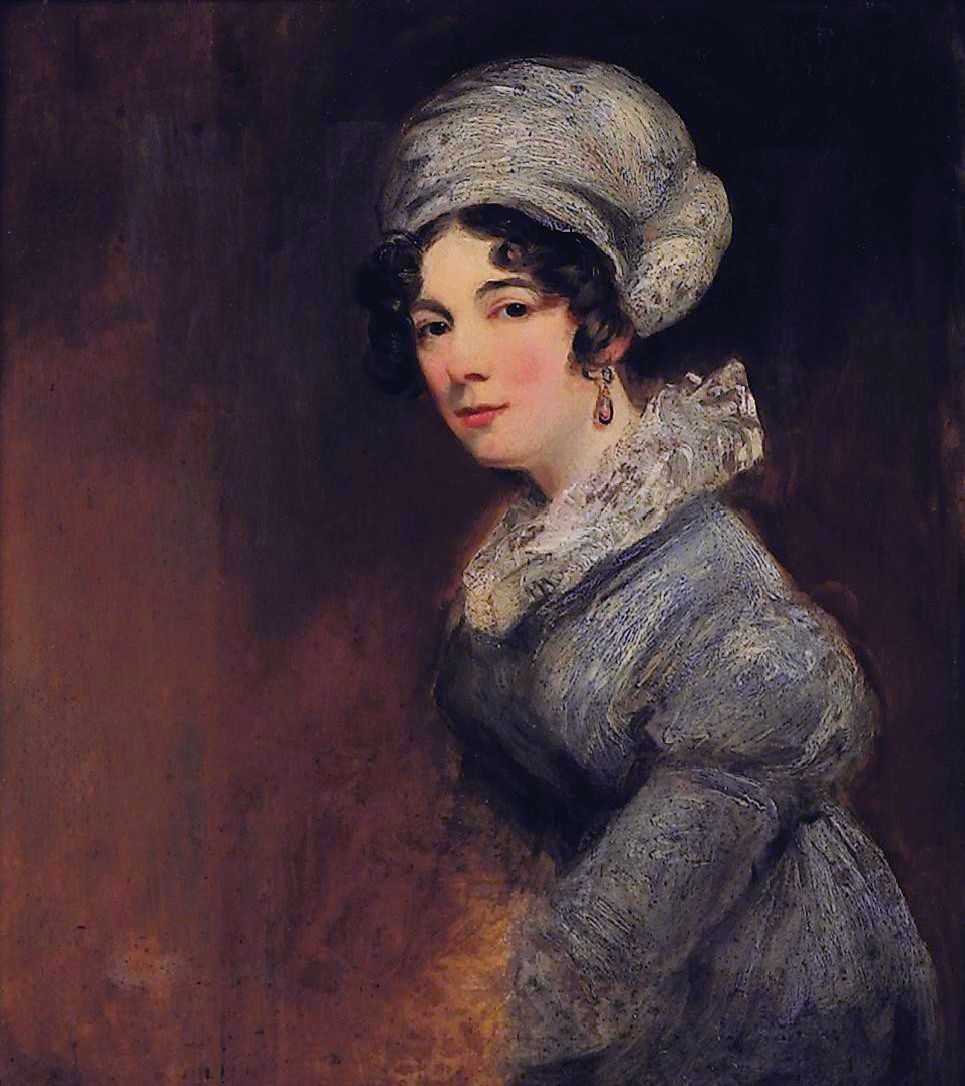
Sarah Spencer (1787–1870)
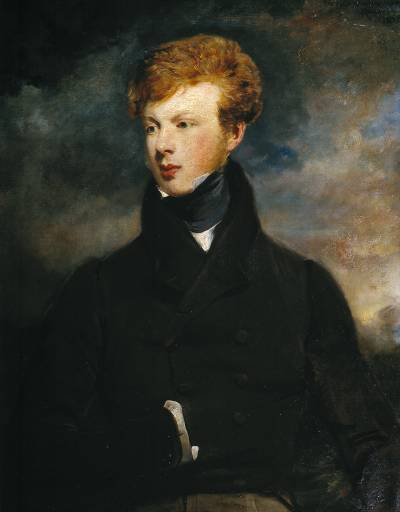
Sir Henry Webb (1825)
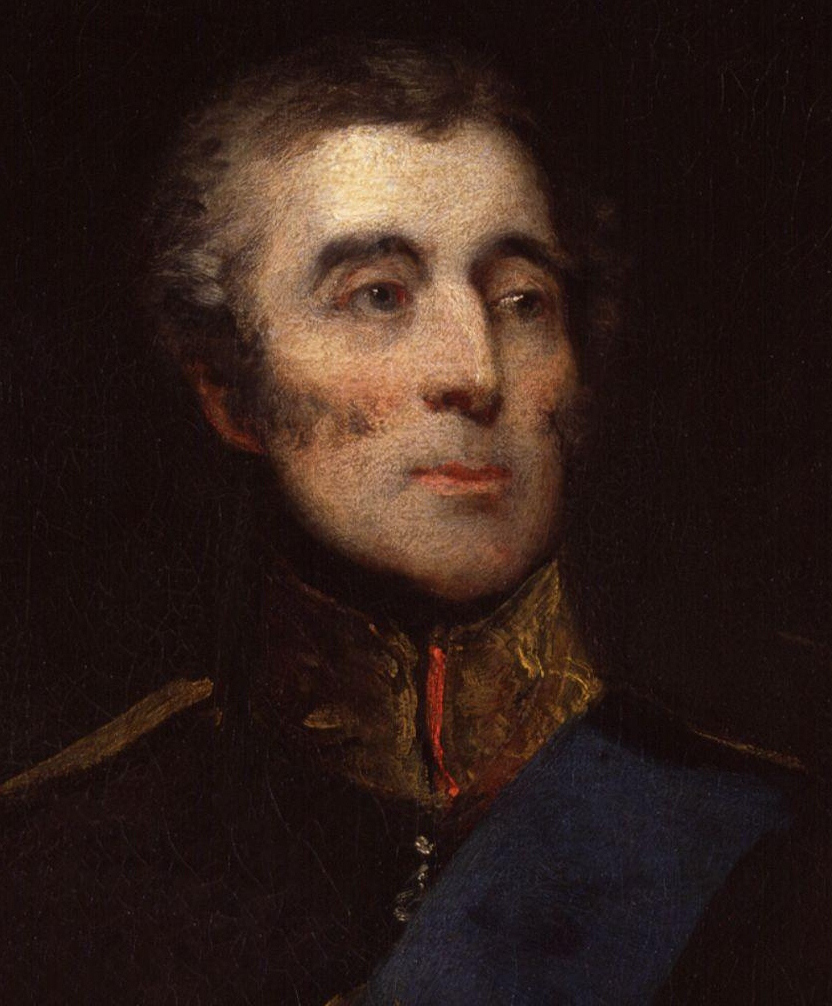
Arthur Wellesley,  duc de Wellington